# 胡玉虹
胡玉虹（1992年2月4日—），漢族人，中國女子體操員，湖北省武漢市出生。胡玉虹為前中國國家女子體操隊隊員，強項為平衡木和高低槓。

## 略歷
- 約1997年練習體操。
- 2000年進入湖北省體操隊，教練李裕民。
- 2004年進入國家隊，教練熊景斌、張霞。當時被教練稱讚為組內十個孩子中最具潛力的。
- 2007年，入選中國女子體操隊奧運集訓15人大名單。
- 2007年11月，程菲勝任中國女體隊長時，教練轉為王群策、徐驚雷。
- 2010年，胡玉虹退役

## 戰績
- 2005年 世界體操青年錦標賽女子高低杠季軍。
- 2006年 札卡洛娃盃高低杠亞軍。
- 2006年 全國青年體操錦標賽女子甲組平衡木冠軍。
- 2007年 城運會體操女子團體冠軍。
- 2007年 全國體操錦標賽女子團體亞軍。
- 2009年 全國體操冠軍賽自由體操亞軍。
- 2009年 體操世界盃科特布斯站女子體操高低杠第五名，平衡木季軍。
- 2009年 體操世界盃多哈站女子體操平衡木冠軍。

## 場外
- 胡玉虹和眭祿姐妹情心，又因外貌有點像而被稱為Twins
- 胡玉虹表演欲強，其2005年世青賽的自由操被體操迷稱為最慬跟音樂拍子跳舞的孩子之一。在每年的體操隊春晚中，胡玉虹都是表演常客。例如2005年與眭祿、江鈺源、鄧琳琳、乃若愚、田夢思表演《同一首歌》；2006年與12位年紀相若的運動員表演《同一首歌》；2007年與鄧琳琳、眭祿等人表演豬年舞蹈；2008年，胡玉虹和周卓如表演相聲，及後與眭祿，楊伊琳及何可欣三人表演舞蹈《牛仔很忙》。

## 外部連結
- 2009年科特布斯站平衡木 （页面存档备份，存于）
- 2009年科特布斯站高低杠
- 2009年多哈站平衡木 （页面存档备份，存于）
- 2009年仙桃冠軍賽自由操 （页面存档备份，存于）